# 杨亚梅
杨亚梅（1973年—），云南景东人，彝族，中华人民共和国政治人物、第十一届全国人民代表大会云南地区代表。
毕业于云南省委党校行政管理专业，是中共党员。担任云南省普洱市景东县人大常委会副主任。2008年起担任全国人大代表。